# Promozione 1921-1922
La Promozione 1921-1922 fu uno dei due campionati cadetti di calcio disputato in Italia. La manifestazione fu organizzata su base locale dai comitati regionali della FIGC, mentre un altro campionato disputato in quella stagione fu quello organizzato dalla concorrente Federazione, la C.C.I. tramite le sue Direzioni Regionali.

## Organizzazione
Il campionato era organizzato su base regionale in gironi di andata/ritorno gestiti dai Comitati Regionali e fu il secondo livello regionale della F.I.G.C., il più alto a non prevedere una seconda fase finale a livello nazionale.

Non erano previste retrocessioni in Terza Categoria perché quest'ultima diventò la categoria in cui erano relegate le società di nuova affiliazione che non potevano permettersi di allestire un campo di gioco avente dimensioni superiori al minimo richiesto dalla F.I.G.C. (90x45) ma soprattutto mancanti della palizzata in legno che avrebbe loro permesso di far pagare il biglietto d'ingresso.

È per questo motivo che a lungo andare giocare con "squadre di Terza Categoria" assunse il significato di confrontarsi con squadre in infimo livello.

## Lo scisma del calcio italiano
La continua e smisurata crescita del numero delle società partecipanti al campionato italiano, aveva generato una gravissima crisi nel movimento. Il 24 luglio 1921 infatti, in un'infuocata assemblea tenutasi a Torino, un progetto di riforma preparato da Vittorio Pozzo su spinta dei grandi club era stato respinto da una Federazione sempre più dominata dalle piccole formazioni amatoriali. La risposta delle grandi società non si fece attendere, e nel giro di poche settimane le 24 migliori squadre abbandonarono il campionato ufficiale per crearsene uno privato tutto per loro, sotto l'egida della neo costituita Confederazione Calcistica Italiana, con sede a Milano. Per di più, il ben maggiore livello sportivo e la più consistente disponibilità economica delle contestatrici attirò nel nuovo progetto l'intero girone centro-meridionale, oltre a numerose formazioni minori che furono inquadrate in una Seconda Divisione.
Fu così che la Federazione fu costretta ad organizzare un campionato di Promozione dal bassissimo tasso tecnico con le molte società rimaste, tutte del Nord più la Toscana che, grazie ai continui scambi con sportivi uomini d'affari inglesi attraverso il porto di Livorno, aveva fortemente aumentato la sua qualità di gioco negli ultimi anni. Oltretutto, poche erano le vere società calcistiche, mentre abbondavano quelle di ginnastica e i circoli sportivi. L'organizzazione fu pervicacemente la stessa che aveva portato allo scisma, cioè una serie di campionati locali gestiti dai Comitati Regionali, i cui campioni regionali sarebbero state promosse in Prima Categoria.
Si segnala, in questa stagione, la disputa della prima edizione della Coppa Italia, a cui parteciparono squadre di Prima Categoria e Promozione. Il torneo venne vinto a sorpresa dai liguri del Vado. L'idea non ebbe tuttavia grande successo, e ci vorranno anni perché si disputasse una seconda edizione di questa manifestazione.
Si segnala inoltre che nel regolamento dei campionati 1921-1922 non fosse esclusa la partecipazione ai campionati di Prima Categoria e Promozione delle compagini del Centro-Sud (forse, al momento della sua compilazione, la Lega Sud non aveva ancora aderito alla CCI). Il regolamento prevedeva che il campionato, riservato esclusivamente alle società non iscritte alla Prima Categoria, si sarebbe disputato a livello prettamente regionale, con il sistema del girone doppio (partite di andata e ritorno), e che il campione regionale sarebbe stato promosso direttamente in Prima Categoria, a parte i campioni veneto e giuliano, nonché campano e pugliese, che avrebbero dovuto spareggiare tra loro in partita e contropartita nei gironi di qualificazione veneto-giuliano e campano-pugliese per conquistare il posto in massima serie (di fatto, però, di questi quattro campionati si disputò solo quello veneto, il cui campione fu promosso direttamente). Inoltre la Federazione aveva la facoltà di indire facoltativamente un girone finale nazionale tra i campioni regionali, sebbene questo nei fatti non si sia mai disputato. Era vietata la partecipazione al campionato di Promozione a quelle squadre che non avessero concorso l'anno precedente almeno al campionato di Terza Categoria.

## Formula
Campionati regionali, suddivisi fra ciascuno dei sei Comitati Regionali. Si disputò solo nell'Alta Italia e vi parteciparono complessivamente 104 società, da un massimo di 28 per la Lombardia a un minimo di 12 per il Piemonte e la Toscana. Inizialmente i campioni regionali avrebbero dovuto essere promossi in Prima Categoria 1922-23 ma, in seguito alla riunificazione tra FIGC e CCI, la Prima Categoria fu suddivisa in due divisioni (Prima e Seconda Divisione) e le neopromosse dalla Promozione furono inserite nel campionato interregionale di Seconda Divisione (il nuovo campionato cadetto divenuto interregionale) insieme ai campioni regionali della Seconda Divisione della CCI (a parte il Derthona promosso in Prima Divisione). In seguito alla rinuncia di dieci squadre aventi diritto, furono ripescate nella Seconda Divisione 1922-1923 i vicecampioni regionali di Promozione FIGC e Seconda Divisione CCI. Il campionato di Promozione, a partire dalla stagione successiva, cambiò denominazione in Terza Divisione.

## Piemonte
Formula
- 13 squadre suddivise in due gironi. Le vincenti di ogni girone accedono al girone finale.

### Girone A

#### Squadre partecipanti
| Club               | Città    | Stadio | Stagione 1920-1921 |
| ------------------ | -------- | ------ | ------------------ |
| Aeronautica        | Torino   |        |                    |
| U.S. Albese        | Alba     |        |                    |
| U.C. Astigiani     | Asti     |        |                    |
| La Chivasso        | Chivasso |        |                    |
| Vercellesi Erranti | Vercelli |        |                    |

### Girone B

#### Squadre partecipanti
| Squadra           | Città              |
| ----------------- | ------------------ |
| C.S. Crusinallese | Crusinallo (NO)    |
| Domo F.B.C.       | Domodossola (NO)   |
| U.S. Intrese      | Intra (NO)         |
| U.S. Omegnese     | Omegna (NO)        |
| Pallanza Sportiva | Pallanza (NO)      |
| U.S. Sestese      | Sesto Calende (MI) |

#### Classifica finale
|  | Pos. | Squadra      | Pt | G  | V | N | P | GF | GS | DR |
|  | ---- | ------------ | -- | -- | - | - | - | -- | -- | -- |
|  | 1.   | Sestese      | 14 | 10 | 6 | 4 | 0 | 20 | 13 | +7 |
|  | 2.   | Domo         | 12 | 10 | ? | ? | ? | ?  | ?  | ?  |
|  | 3.   | Omegnese     | 10 | 10 | ? | ? | ? | ?  | ?  | ?  |
|  | 4.   | Crusinallese | 9  | 10 | ? | ? | ? | ?  | ?  | ?  |
|  | 5.   | Pallanza     | 7  | 10 | ? | ? | ? | ?  | ?  | ?  |
|  | 6.   | Intrese      | 6  | 10 | ? | ? | ? | ?  | ?  | ?  |

Legenda:
      Ammesso alle finali piemontesi.
Note:
Due punti a vittoria, uno a pareggio, zero a sconfitta.
Pari merito in caso di pari punti.
Spareggio in caso di pari punti in zona promozione.

#### Calendario
| Andata (1ª) | Andata (1ª) | Prima giornata       | Ritorno (6ª) | Ritorno (6ª) |
|             |             |                      |              |              |
| 11 dic.     | 1-1         | Intrese-Pallanza     | 1-1          | 12 mar.      |
| 11 dic.     | 2-0         | Domo-Omegnese        | 2-2          | 12 mar.      |
| 11 dic.     | 2-2         | Crusinallese-Sestese | 1-1          | 12 mar.      |

| Andata (2ª) | Andata (2ª) | Seconda giornata  | Ritorno (7ª) | Ritorno (7ª) |
|             |             |                   |              |              |
| 18 dic.     | 0-1         | Pallanza-Omegnese | -            | 19 mar.      |
| 18 dic.     | 2-2         | Sestese-Intrese   | 3-0          | 19 mar.      |
| 18 dic.     | 1-0         | Domo-Crusinallese | 0-1          | 6 mag.       |

| Andata (3ª) | Andata (3ª) | Terza giornata        | Ritorno (8ª) | Ritorno (8ª) |
|             |             |                       |              |              |
| 8 gen.      | 4-1         | Pallanza-Crusinallese | 0-0          | 26 mar.      |
| 8 gen.      | 0-0         | Sestese-Domo          | 1-1          | 26 mar.      |
| 8 gen.      | 2-2         | Omegnese-Intrese      | 1-0          | 26 mar.      |

| Andata (4ª) | Andata (4ª) | Quarta giornata      | Ritorno (9ª) | Ritorno (9ª) |
|             |             |                      |              |              |
| 5 mar.      | 2-2         | Domo-Pallanza        | 1-1          | 2 apr.       |
| 12 feb.     | 2-2         | Omegnese-Sestese     | 1-3          | 2 apr.       |
| 12 feb.     | 2-3         | Intrese-Crusinallese | 1-1          | 2 apr.       |

| \| Andata (5ª) \| Andata (5ª) \| Quinta giornata \| Ritorno (10ª) \| Ritorno (10ª) \| \| \| \| \| \| \| \| 19 feb. \| 1-1 \| Intrese-Domo \| 1-3 \| 9 apr. \| \| 5 feb. \| 3-2 \| Sestese-Pallanza \| 3-2 \| 9 apr. \| \| 5 feb. \| 1-2 \| Crusinallese-Omegnese \| 2-2 \| 9 apr. \| |             |                       |               |               |
| Andata (5ª) | Andata (5ª) | Quinta giornata       | Ritorno (10ª) | Ritorno (10ª) |
| |             |                       |               |               |
| 19 feb. | 1-1         | Intrese-Domo          | 1-3           | 9 apr.        |
| 5 feb. | 3-2         | Sestese-Pallanza      | 3-2           | 9 apr.        |
| 5 feb. | 1-2         | Crusinallese-Omegnese | 2-2           | 9 apr.        |

### Girone finale
|  | Pos. | Squadra            | Pt | G | V | N | P | GF | GS | DR |
|  | ---- | ------------------ | -- | - | - | - | - | -- | -- | -- |
|  | 1.   | Vercellesi Erranti | 3  | 2 | 1 | 1 | 0 | ?  | ?  | ?  |
|  | 2.   | Sestese            | 1  | 2 | 0 | 1 | 1 | ?  | ?  | ?  |

Legenda:
      Promosso in Seconda Divisione 1922-1923.
Note:
Due punti a vittoria, uno a pareggio, zero a sconfitta.
Pari merito in caso di pari punti.
Spareggio in caso di pari punti in zona promozione.
Vercellesi Erranti campioni piemontesi cadetti.

## Liguria

### Girone A
Il "Sottocomitato Spezzino" gestì, su delega F.I.G.C., il girone A del campionato di Promozione Ligure e la Terza Categoria comprendenti le squadre più lontane dal capoluogo genovese e tutte le squadre spezzine iscritte a questo campionato (La Spezia era all'epoca ancora Provincia di Genova) in un'epoca in cui ancora non esistevano i Comitati Provinciali (nati in seguito nel 1947).

#### Classifica finale
|  | Pos. | Squadra         | Pt | G | V  | N  | P  | GF | GS | DR |
|  | ---- | --------------- | -- | - | -- | -- | -- | -- | -- | -- |
|  | 1.   | Veloce Juventus | .. | 4 | .. | .. | .. | .. | .. |    |
|  | 2.   | Virtus Spezia   | .. | 4 | .. | .. | .. | .. | .. |    |
|  | 3.   | Sestri Levante  | .. | 4 | .. | .. | .. | .. | .. |    |

Legenda:
      Ammesso alle semifinali liguri.
Note:
Due punti a vittoria, uno a pareggio, zero a sconfitta.
Pari merito in caso di pari punti.
Spareggio in caso di pari punti in zona promozione.
Il Sestri Levante rinunciò alla categoria retrocedendo in Quarta Divisione.

#### Risultati

##### Calendario
| Andata (1ª) | Andata (1ª)            | Prima giornata         | Ritorno (4ª) | Ritorno (4ª) |
|             |                        |                        |              |              |
| 29 gen.     | 0-2                    | Virtus-Veloce Juventus | 1-0          | 18 dic.      |
| 29 gen.     | Riposa: Sestri Levante |                        |              | 18 dic.      |

| Andata (2ª) | Andata (2ª)             | Seconda giornata      | Ritorno (5ª) | Ritorno (5ª) |
|             |                         |                       |              |              |
| 27 nov.     | 0-2                     | Sestri Levante-Virtus | 1-2          | 5 feb.       |
| 27 nov.     | Riposa: Veloce Juventus |                       |              | 5 feb.       |

| \| Andata (3ª) \| Andata (3ª) \| Terza giornata \| Ritorno (6ª) \| Ritorno (6ª) \| \| \| \| \| \| \| \| 4 dic. \| 5-0 \| Veloce Juventus-Sestri Levante \| 2-3 \| 8 gen. \| \| 4 dic. \| Riposa: Virtus \| \| \| 8 gen. \| |                |                                |              |              |
| Andata (3ª) | Andata (3ª)    | Terza giornata                 | Ritorno (6ª) | Ritorno (6ª) |
| |                |                                |              |              |
| 4 dic. | 5-0            | Veloce Juventus-Sestri Levante | 2-3          | 8 gen.       |
| 4 dic. | Riposa: Virtus |                                |              | 8 gen.       |

### Girone B

#### Classifica finale
|  | Pos. | Squadra         | Pt | G | V | N | P | GF | GS | DR |
|  | ---- | --------------- | -- | - | - | - | - | -- | -- | -- |
|  | 1.   | Entella         | 6  | 4 | 3 | 0 | 0 | 10 | 2  | +8 |
|  | 2.   | Tigullio        | 3  | 4 | 1 | 1 | 1 | 2  | 5  | -3 |
|  | 3.   | Rapallo Ruentes | 1  | 4 | 0 | 1 | 3 | 1  | 6  | -5 |

Legenda:
      Ammesso allo spareggio.
Note:
Due punti a vittoria, uno a pareggio, zero a sconfitta.
Pari merito in caso di pari punti.
Spareggio in caso di pari punti in zona promozione.

#### Risultati

##### Calendario
| Andata (1ª) | Andata (1ª)      | Prima giornata  | Ritorno (4ª) | Ritorno (4ª) |
|             |                  |                 |              |              |
| 20 nov.     | 1-2              | Ruentes-Entella | 0-3          | 11 dic.      |
| 20 nov.     | Riposa: Tigullio |                 |              | 11 dic.      |

| Andata (2ª) | Andata (2ª)     | Seconda giornata | Ritorno (5ª) | Ritorno (5ª) |
|             |                 |                  |              |              |
| 27 nov.     | 1-0             | Tigullio-Ruentes | 0-0          | 18 dic.      |
| 27 nov.     | Riposa: Entella |                  |              | 18 dic.      |

| \| Andata (3ª) \| Andata (3ª) \| Terza giornata \| Ritorno (6ª) \| Ritorno (6ª) \| \| \| \| \| \| \| \| 4 dic. \| 5-1 \| Entella-Tigullio \| - \| 8 gen. \| \| 4 dic. \| Riposa: Ruentes \| \| \| 8 gen. \| |                 |                  |              |              |
| Andata (3ª) | Andata (3ª)     | Terza giornata   | Ritorno (6ª) | Ritorno (6ª) |
| |                 |                  |              |              |
| 4 dic. | 5-1             | Entella-Tigullio | -            | 8 gen.       |
| 4 dic. | Riposa: Ruentes |                  |              | 8 gen.       |

### Girone C

#### Classifica finale
|  | Pos. | Squadra          | Pt | G | V | N | P | GF | GS | DR |
|  | ---- | ---------------- | -- | - | - | - | - | -- | -- | -- |
|  | 1.   | Edera            | 12 | 6 | 6 | 0 | 0 | .. | .. |    |
|  | 2.   | Grifone          | 8  | 6 | 4 | 0 | 2 | .. | .. |    |
|  | 3.   | Santa Margherita | 2  | 6 | 1 | 0 | 5 | .. | .. |    |
|  | 3.   | Alessandro Volta | 2  | 6 | 1 | 0 | 5 | .. | .. |    |

Legenda:
      Ammesso alle semifinali liguri.
Note:
Due punti a vittoria, uno a pareggio, zero a sconfitta.
Pari merito in caso di pari punti.
Spareggio in caso di pari punti in zona promozione.

#### Risultati

##### Calendario
| Andata (1ª) | Andata (1ª) | Prima giornata             | Ritorno (4ª) | Ritorno (4ª) |
|             |             |                            |              |              |
| 20 nov.     | 1-4         | Circolo S.Margherita-Edera | 0-9          | 11 dic.      |
| 20 nov.     | 2-1         | Grifone-Alessandro Volta   | 2-0          | 11 dic.      |

| Andata (2ª) | Andata (2ª) | Seconda giornata             | Ritorno (5ª) | Ritorno (5ª) |
|             |             |                              |              |              |
| 27 nov.     | 4-2         | Grifone-Circolo S.Margherita | 5-1          | 8 gen.       |
| 27 nov.     | 1-4         | Alessandro Volta-Edera       | 1-8          | 8 gen.       |

| \| Andata (3ª) \| Andata (3ª) \| Terza giornata \| Ritorno (6ª) \| Ritorno (6ª) \| \| \| \| \| \| \| \| 4 dic. \| 4-1 \| Edera-Grifone \| 1-0 \| 22 gen. \| \| 4 dic. \| 2-1 \| Circolo S.Margherita-Alessandro Volta \| 1-2 \| 22 gen. \| |             |                                       |              |              |
| Andata (3ª) | Andata (3ª) | Terza giornata                        | Ritorno (6ª) | Ritorno (6ª) |
| |             |                                       |              |              |
| 4 dic. | 4-1         | Edera-Grifone                         | 1-0          | 22 gen.      |
| 4 dic. | 2-1         | Circolo S.Margherita-Alessandro Volta | 1-2          | 22 gen.      |

### Girone D

#### Classifica finale
|  | Pos. | Squadra          | Pt | G | V  | N  | P  | GF | GS | DR |
|  | ---- | ---------------- | -- | - | -- | -- | -- | -- | -- | -- |
|  | 1.   | O.E.M.           | .. | 6 | .. | .. | .. | .. | .. |    |
|  | 2.   | Pro San Gottardo | .. | 6 | .. | .. | .. | .. | .. |    |
|  | 3.   | Fiorente         | .. | 6 | .. | .. | .. | .. | .. |    |
|  | 4.   | Veloci Embriaci  | .. | 6 | .. | .. | .. | .. | .. |    |

Legenda:
      Ammesso alle semifinali liguri.
Note:
Due punti a vittoria, uno a pareggio, zero a sconfitta.
Pari merito in caso di pari punti.
Spareggio in caso di pari punti in zona promozione.

#### Risultati

##### Calendario
| Andata (1ª) | Andata (1ª) | Prima giornata           | Ritorno (4ª) | Ritorno (4ª) |
|             |             |                          |              |              |
| 20 nov.     | 2-2         | Fiorente-Veloci Embriaci | -            | 11 dic.      |
| 20 nov.     | -           | O.E.M.-Pro S.Gottardo    | -            | 11 dic.      |

| Andata (2ª) | Andata (2ª) | Seconda giornata               | Ritorno (5ª) | Ritorno (5ª) |
|             |             |                                |              |              |
| 27 nov.     | 2-1         | O.E.M.-Fiorente                | 5-2          | 18 dic.      |
| 27 nov.     | 2-1         | Pro S.Gottardo-Veloci Embriaci | -            | 18 dic.      |

| \| Andata (3ª) \| Andata (3ª) \| Terza giornata \| Ritorno (6ª) \| Ritorno (6ª) \| \| \| \| \| \| \| \| 22 gen. \| 1-2 \| Veloci Embriaci-O.E.M. \| - \| 8 gen. \| \| 22 gen. \| 2-2 \| Fiorente-Pro S.Gottardo \| 1-1 \| 8 gen. \| |             |                         |              |              |
| Andata (3ª) | Andata (3ª) | Terza giornata          | Ritorno (6ª) | Ritorno (6ª) |
| |             |                         |              |              |
| 22 gen. | 1-2         | Veloci Embriaci-O.E.M.  | -            | 8 gen.       |
| 22 gen. | 2-2         | Fiorente-Pro S.Gottardo | 1-1          | 8 gen.       |

### Girone E

#### Classifica finale
|  | Pos. | Squadra        | Pt | G | V  | N  | P  | GF | GS | DR |
|  | ---- | -------------- | -- | - | -- | -- | -- | -- | -- | -- |
|  | 1.   | Molassana      | .. | 6 | .. | .. | .. | .. | .. |    |
|  | 2.   | Piccoli Veloci | .. | 6 | .. | .. | .. | .. | .. |    |
|  | 3.   | Corniglianese  | .. | 6 | .. | .. | .. | .. | .. |    |
|  | 4.   | Forti e Veloci | .. | 6 | .. | .. | .. | .. | .. |    |

Legenda:
      Ammesso alle semifinali liguri.
Note:
Due punti a vittoria, uno a pareggio, zero a sconfitta.
Pari merito in caso di pari punti.
Spareggio in caso di pari punti in zona promozione.

#### Risultati

##### Calendario
| Andata (1ª) | Andata (1ª) | Prima giornata                | Ritorno (4ª) | Ritorno (4ª) |
|             |             |                               |              |              |
| 11 dic.     | 5-1         | Molassana-Corniglianese       | 6-0          | 18 dic.      |
| 11 dic.     | 1-2         | Piccoli Veloci-Forti e Veloci | 0-0          | 18 dic.      |

| Andata (2ª) | Andata (2ª) | Seconda giornata             | Ritorno (5ª) | Ritorno (5ª) |
|             |             |                              |              |              |
| 27 nov.     | 1-1         | Forti e Veloci-Molassana     | 1-4          | 8 gen.       |
| 27 nov.     | 3-2         | Piccoli Veloci-Corniglianese | -            | 8 gen.       |

| \| Andata (3ª) \| Andata (3ª) \| Terza giornata \| Ritorno (6ª) \| Ritorno (6ª) \| \| \| \| \| \| \| \| 4 dic. \| 0-0 \| Corniglianese-Forti e Veloci \| 1-2 \| 15 gen. \| \| 4 dic. \| 2-1 \| Molassana-Piccoli Veloci \| 0-2 \| 12 feb. \| |             |                              |              |              |
| Andata (3ª) | Andata (3ª) | Terza giornata               | Ritorno (6ª) | Ritorno (6ª) |
| |             |                              |              |              |
| 4 dic. | 0-0         | Corniglianese-Forti e Veloci | 1-2          | 15 gen.      |
| 4 dic. | 2-1         | Molassana-Piccoli Veloci     | 0-2          | 12 feb.      |

### Girone F

#### Classifica finale
|  | Pos. | Squadra         | Pt | G | V  | N  | P  | GF | GS | DR |
|  | ---- | --------------- | -- | - | -- | -- | -- | -- | -- | -- |
|  | 1.   | Ardita Spartana | .. | 6 | .. | .. | .. | .. | .. |    |
|  | 2.   | Busallese       | .. | 6 | .. | .. | .. | .. | .. |    |
|  | 3.   | Pontedecimo     | .. | 6 | .. | .. | .. | .. | .. |    |
|  | 4.   | Ferroviaria     | .. | 6 | .. | .. | .. | .. | .. |    |

Legenda:
      Ammesso alle semifinali liguri.
Note:
Due punti a vittoria, uno a pareggio, zero a sconfitta.
Pari merito in caso di pari punti.
Spareggio in caso di pari punti in zona promozione.

#### Risultati

##### Calendario
| Andata (1ª) | Andata (1ª) | Prima giornata              | Ritorno (4ª) | Ritorno (4ª) |
|             |             |                             |              |              |
| 20 nov.     | 1-2         | Pontedecimo-Busallese       | 1-1          | 8 gen.       |
| 11 dic.     | 5-1         | Ardita Spartana-Ferroviaria | 5-0          | 8 gen.       |

| Andata (2ª) | Andata (2ª) | Seconda giornata          | Ritorno (5ª) | Ritorno (5ª) |
|             |             |                           |              |              |
| 27 nov.     | 4-1         | Ardita Spartana-Busallese | 2-2          | 29 gen.      |
| 27 nov.     | 1-2         | Ferroviaria-Pontedecimo   | -            | 29 gen.      |

| \| Andata (3ª) \| Andata (3ª) \| Terza giornata \| Ritorno (6ª) \| Ritorno (6ª) \| \| \| \| \| \| \| \| 4 dic. \| 1-3 \| Ferroviaria-Busallese \| 0-2 \| 22 gen. \| \| 4 dic. \| 5-3 \| Pontedecimo-Ardita Spartana \| 2-3 \| 5 feb. \| |             |                             |              |              |
| Andata (3ª) | Andata (3ª) | Terza giornata              | Ritorno (6ª) | Ritorno (6ª) |
| |             |                             |              |              |
| 4 dic. | 1-3         | Ferroviaria-Busallese       | 0-2          | 22 gen.      |
| 4 dic. | 5-3         | Pontedecimo-Ardita Spartana | 2-3          | 5 feb.       |

### Girone G

#### Classifica finale
|  | Pos. | Squadra       | Pt | G | V | N | P | GF | GS | DR  |
|  | ---- | ------------- | -- | - | - | - | - | -- | -- | --- |
|  | 1.   | Vado          | 12 | 6 | 6 | 0 | 0 | 30 | 4  | +26 |
|  | 2.   | Miramare      | 7  | 6 | 3 | 1 | 2 | 10 | 13 | -3  |
|  | 3.   | Aurora Savona | 5  | 6 | 2 | 1 | 3 | 7  | 10 | -3  |
|  | 4.   | Veloce Savona | 0  | 6 | 0 | 0 | 6 | 2  | 22 | -20 |

Legenda:
      Ammesso alle semifinali liguri.
Note:
Due punti a vittoria, uno a pareggio, zero a sconfitta.
Pari merito in caso di pari punti.
Spareggio in caso di pari punti in zona promozione.

#### Risultati

##### Calendario
| Andata (1ª) | Andata (1ª) | Prima giornata  | Ritorno (4ª) | Ritorno (4ª) |
|             |             |                 |              |              |
| 20 nov.     | 1-1         | Miramare-Aurora | 2-1          | 11 dic.      |
| 20 nov.     | 1-3         | Veloce-Vado     | 0-10         | 11 dic.      |

| Andata (2ª) | Andata (2ª) | Seconda giornata | Ritorno (5ª) | Ritorno (5ª) |
|             |             |                  |              |              |
| 27 nov.     | 2-0         | Aurora-Veloce    | 2-1          | 18 dic.      |
| 27 nov.     | 5-1         | Vado-Miramare    | 6-1          | 18 dic.      |

| \| Andata (3ª) \| Andata (3ª) \| Terza giornata \| Ritorno (6ª) \| Ritorno (6ª) \| \| \| \| \| \| \| \| 4 dic. \| 1-0 \| Miramare-Veloce \| 4-0 \| 8 gen. \| \| 4 dic. \| 0-3 \| Aurora-Vado \| 1-3 \| 8 gen. \| |             |                 |              |              |
| Andata (3ª) | Andata (3ª) | Terza giornata  | Ritorno (6ª) | Ritorno (6ª) |
| |             |                 |              |              |
| 4 dic. | 1-0         | Miramare-Veloce | 4-0          | 8 gen.       |
| 4 dic. | 0-3         | Aurora-Vado     | 1-3          | 8 gen.       |

### Semifinale A

#### Classifica finale
|  | Pos. | Squadra   | Pt | G | V | N | P | GF | GS | DR  |
|  | ---- | --------- | -- | - | - | - | - | -- | -- | --- |
|  | 1.   | Vado      | 10 | 6 | 4 | 2 | 0 | 27 | 3  | +24 |
|  | 1.   | Molassana | 10 | 6 | 4 | 2 | 0 | 24 | 5  | +19 |
|  | 3.   | Busallese | 3  | 6 | 1 | 1 | 4 | 5  | 23 | -18 |
|  | 4.   | Grifone   | 1  | 6 | 0 | 1 | 5 | 3  | 28 | -25 |

Legenda:
      Ammesso alle finali liguri.
Note:
Due punti a vittoria, uno a pareggio, zero a sconfitta.
Pari merito in caso di pari punti.
Spareggio in caso di pari punti in zona promozione.

#### Risultati

##### Calendario
| Andata (1ª) | Andata (1ª) | Prima giornata    | Ritorno (4ª) | Ritorno (4ª) |
|             |             |                   |              |              |
| 26 feb.     | 0-0         | Vado-Molassana    | 3-3          | 19 mar.      |
| 26 feb.     | 4-2         | Busallese-Grifone | 0-0          | 19 mar.      |

| Andata (2ª) | Andata (2ª) | Seconda giornata  | Ritorno (5ª) | Ritorno (5ª) |
|             |             |                   |              |              |
| 5 mar.      | 4-1         | Molassana-Grifone | 4-0          | 2 apr.       |
| 5 mar.      | 7-0         | Vado-Busallese    | 1-0          | 26 mar.      |

| \| Andata (3ª) \| Andata (3ª) \| Terza giornata \| Ritorno (6ª) \| Ritorno (6ª) \| \| \| \| \| \| \| \| 12 mar. \| 0-4 \| Grifone-Vado \| 0-12 \| ??? \| \| 12 mar. \| 1-6 \| Busallese-Molassana \| 0-7 \| ??? \| |             |                     |              |              |
| Andata (3ª) | Andata (3ª) | Terza giornata      | Ritorno (6ª) | Ritorno (6ª) |
| |             |                     |              |              |
| 12 mar. | 0-4         | Grifone-Vado        | 0-12         | ???          |
| 12 mar. | 1-6         | Busallese-Molassana | 0-7          | ???          |

### Semifinale B

#### Classifica finale
|  | Pos. | Squadra  | Pt | G | V | N | P | GF | GS | DR  |
|  | ---- | -------- | -- | - | - | - | - | -- | -- | --- |
|  | 1.   | Entella  | 10 | 6 | 5 | 1 | 0 | 12 | 2  | +10 |
|  | 2.   | O.E.M.   | 5  | 6 | 2 | 1 | 3 | 8  | 6  | +2  |
|  | 2.   | Miramare | 5  | 6 | 2 | 1 | 3 | 3  | 10 | -7  |
|  | 4.   | Edera    | 4  | 6 | 2 | 0 | 4 | 5  | 10 | -5  |

Legenda:
      Ammesso alle finali liguri.
Note:
Due punti a vittoria, uno a pareggio, zero a sconfitta.
Pari merito in caso di pari punti con spareggio in caso di zona promozione.
L’OEM si fonde con la squadra di titolo superiore dei Giovani Calciatori.

#### Risultati

##### Calendario
| Andata (1ª) | Andata (1ª) | Prima giornata   | Ritorno (4ª) | Ritorno (4ª) |
|             |             |                  |              |              |
| 26 feb.     | 3-0         | Entella-Miramare | 1-1          | 19 mar.      |
| 26 feb.     | 3-0         | OEM-Edera        | 1-2          | 19 mar.      |

| Andata (2ª) | Andata (2ª) | Seconda giornata | Ritorno (5ª) | Ritorno (5ª) |
|             |             |                  |              |              |
| 5 mar.      | 1-0         | Miramare-Edera   | 0-2          | 26 mar.      |
| 5 mar.      | 1-0         | Entella-OEM      | 2-0          | 26 mar.      |

| \| Andata (3ª) \| Andata (3ª) \| Terza giornata \| Ritorno (6ª) \| Ritorno (6ª) \| \| \| \| \| \| \| \| 12 mar. \| 0-1 \| Edera-Entella \| 1-4 \| 9 apr. \| \| 12 mar. \| 4-0 \| OEM-Miramare \| 0-1 \| 9 apr. \| |             |                |              |              |
| Andata (3ª) | Andata (3ª) | Terza giornata | Ritorno (6ª) | Ritorno (6ª) |
| |             |                |              |              |
| 12 mar. | 0-1         | Edera-Entella  | 1-4          | 9 apr.       |
| 12 mar. | 4-0         | OEM-Miramare   | 0-1          | 9 apr.       |

### Semifinale C

#### Classifica finale
|  | Pos. | Squadra          | Pt | G | V | N | P | GF | GS | DR  |
|  | ---- | ---------------- | -- | - | - | - | - | -- | -- | --- |
|  | 1.   | Piccoli Veloci   | 13 | 8 | 6 | 1 | 1 | 20 | 7  | +13 |
|  | 2.   | Veloce Juventus  | 11 | 8 | 5 | 1 | 2 | 18 | 7  | +11 |
|  | 3.   | Tigullio         | 9  | 8 | 4 | 1 | 3 | 14 | 13 | +1  |
|  | 4.   | Pro San Gottardo | 5  | 8 | 2 | 1 | 5 | 8  | 19 | -11 |
|  | 5.   | Ardita Spartana  | 2  | 8 | 1 | 0 | 7 | 3  | 17 | -14 |

Legenda:
      Ammesso alle finali liguri.
Note:
Due punti a vittoria, uno a pareggio, zero a sconfitta.
Pari merito in caso di pari punti.
Spareggio in caso di pari punti in zona promozione.

#### Risultati

##### Calendario
| Andata (1ª) | Andata (1ª)            | Prima giornata                 | Ritorno (6ª) | Ritorno (6ª) |
|             |                        |                                |              |              |
| 26 feb.     | 4-0                    | Veloce Juventus-Pro S.Gottardo | 3-1          | 2 apr.       |
| 26 feb.     | 2-0                    | Ardita Spartana-Tigullio       | 1-2          | 2 apr.       |
| 26 feb.     | Riposa: Piccoli Veloci |                                |              | 2 apr.       |

| Andata (2ª) | Andata (2ª)      | Seconda giornata                | Ritorno (7ª) | Ritorno (7ª) |
|             |                  |                                 |              |              |
| 5 mar.      | 3-0              | Veloce Juventus-Ardita Spartana | 2-0          | 9 apr.       |
| 5 mar.      | 1-1              | Pro S.Gottardo-Piccoli Veloci   | 0-5          | 9 apr.       |
| 5 mar.      | Riposa: Tigullio |                                 |              | 9 apr.       |

| Andata (3ª) | Andata (3ª)            | Terza giornata                 | Ritorno (8ª) | Ritorno (8ª) |
|             |                        |                                |              |              |
| 12 mar.     | 1-3                    | Tigullio-Veloce Juventus       | 1-1          | 23 apr.      |
| 12 mar.     | 3-0                    | Piccoli Veloci-Ardita Spartana | 3-0          | 23 apr.      |
| 12 mar.     | Riposa: Pro S.Gottardo |                                |              | 23 apr.      |

| Andata (4ª) | Andata (4ª)             | Quarta giornata                | Ritorno (9ª) | Ritorno (9ª) |
|             |                         |                                |              |              |
| 19 mar.     | 3-1                     | Tigullio-Piccoli Veloci        | 1-3          | 30 apr.      |
| 19 mar.     | 0-3                     | Ardita Spartana-Pro S Gottardo | 0-1          | 11 feb.      |
| 19 mar.     | Riposa: Veloce Juventus |                                |              | 11 feb.      |

| \| Andata (5ª) \| Andata (5ª) \| Quinta giornata \| Ritorno (10ª) \| Ritorno (10ª) \| \| \| \| \| \| \| \| 26 mar. \| 1-2 \| Pro S.Gottardo-Tigullio \| 1-4 \| 7 mag. \| \| 26 mar. \| 1-0 \| Piccoli Veloci-Veloce Juventus \| 3-2 \| 7 mag. \| \| 26 mar. \| Riposa: Ardita Spartana \| \| \| 7 mag. \| |                         |                                |               |               |
| Andata (5ª) | Andata (5ª)             | Quinta giornata                | Ritorno (10ª) | Ritorno (10ª) |
| |                         |                                |               |               |
| 26 mar. | 1-2                     | Pro S.Gottardo-Tigullio        | 1-4           | 7 mag.        |
| 26 mar. | 1-0                     | Piccoli Veloci-Veloce Juventus | 3-2           | 7 mag.        |
| 26 mar. | Riposa: Ardita Spartana |                                |               | 7 mag.        |

### Girone finale

#### Classifica finale
|  | Pos. | Squadra        | Pt | G | V | N | P | GF | GS | DR |
|  | ---- | -------------- | -- | - | - | - | - | -- | -- | -- |
|  | 1.   | Vado           | 5  | 3 | 2 | 1 | 0 | 10 | 2  | +8 |
|  | 2.   | Entella        | 4  | 3 | 1 | 2 | 0 | 4  | 1  | +3 |
|  | 3.   | Molassana      | 3  | 3 | 1 | 1 | 1 | 2  | 4  | -2 |
|  | 4.   | Piccoli Veloci | 0  | 3 | 0 | 0 | 3 | 3  | 12 | -9 |

Legenda:
      Promosso in Prima Categoria e in seguito in Seconda Divisione Nord.
Note:
Due punti a vittoria, uno a pareggio, zero a sconfitta.
Pari merito in caso di pari punti.
Spareggio in caso di pari punti in zona promozione.

#### Risultati

##### Calendario
Tutte le gare furono giocate in campo neutro.
|                | Risultati |                | Città e data                  |  |
| -------------- | --------- | -------------- | ----------------------------- |  |
| Vado           | 6-2       | Piccoli Veloci | ???, 14 maggio 1922           |  |
| Entella        | 0-0       | Molassana      | ???, 14 maggio 1922           |  |
| Vado           | 4-0       | Molassana      | Cogoleto, 21 maggio 1922      |  |
| Piccoli Veloci | 1-4       | Entella        | ???, 21 maggio 1922           |  |
| Vado           | 0-0       | Entella        | Sampierdarena, 28 maggio 1922 |  |
| Molassana      | 2-0       | Piccoli Veloci | ???, 28 maggio 1922           |  |
|                |           |                |                               |  |

I risultati sono stati tratti dalla Gazzetta dello Sport (Biblioteca Nazionale Braidense di Milano), che ha pubblicato anche alcuni stralci dei comunicati ufficiali del Comitato Regione Ligure, e dal libro di Nanni De Marco "Storia del Vado F.B.C. 1913", Savona 1996.

I comunicati ufficiali del Comitato Regionale Ligure, con tutti i risultati, sono stati pubblicati dal bisettimanale sportivo torinese "Il Paese Sportivo" (Biblioteca Nazionale Centrale di Firenze) e da alcuni giornali del capoluogo genovese (Biblioteca Universitaria di Genova).

## Lombardia
Il Comitato Regionale Lombardo ripropose quest’anno una prima fase più corposa, disegnando quattro gironi da sette squadre, mentre il girone finale fu di contro limitato a quattro club. 

### Girone A

#### Squadre partecipanti
| Club                     | Città                    | Stadio | Stagione 1920-1921 |
| ------------------------ | ------------------------ | ------ | ------------------ |
| Abbiategrasso F.B.C.     | Abbiategrasso (MI)       | -      |                    |
| Milanino F.C.            | Cusano Milanino (MI)     | -      |                    |
| Mortara F.C.             | Mortara (PV)             | -      |                    |
| G.S. Officine Meccaniche | Milano-Vigentino (MI)    | -      |                    |
| Olona Pro Milano         | Milano (MI)              | -      |                    |
| Pirelli                  | Bicocca di Niguarda (MI) | -      |                    |
| U.G. Vogherese           | Voghera (PV)             | -      |                    |

#### Classifica finale
|  | Pos. | Squadra             | Pt | G  | V | N | P | GF | GS | DR |
|  | ---- | ------------------- | -- | -- | - | - | - | -- | -- | -- |
|  | 1.   | Officine Meccaniche | __ | 12 |   |   |   |    |    | +  |
|  | 2.   | Vogherese           | __ | 12 |   |   |   |    |    | +  |
|  | 3.   | Pirelli             | __ | 12 |   |   |   |    |    | +  |
|  | 4.   | Olona Pro Milano    | __ | 12 |   |   |   |    |    | -  |
|  | 5.   | Abbiategrasso       | __ | 12 |   |   |   |    |    | -  |
|  | 6.   | Milanino            | __ | 12 |   |   |   |    |    | -  |
|  | 7.   | Mortara             | __ | 12 |   |   |   |    |    | -  |

Legenda:
      Ammesso alla finale lombarda.
Note:
Due punti a vittoria, uno a pareggio, zero a sconfitta.
Pari merito in caso di pari punti.
Spareggio in caso di pari punti in zona promozione.

#### Calendario
| Andata (1ª) | Andata (1ª)       | Prima giornata               | Ritorno (8ª) | Ritorno (8ª) |
|             |                   |                              |              |              |
| 27 nov.     | 0-0               | Pirelli-Olona Pro Milano     | 1-0          | 5 feb.       |
| 27 nov.     | 0-3               | Milanino-Mortara             | 2-0          | 5 feb.       |
| 27 nov.     | 1-2               | Abbiategrasso-Off.Meccaniche | 0-4          | 5 feb.       |
| 27 nov.     | Riposa: Vogherese |                              |              | 5 feb.       |

| Andata (2ª) | Andata (2ª)            | Seconda giornata         | Ritorno (9ª) | Ritorno (9ª) |
|             |                        |                          |              |              |
| 4 dic.      | _-_                    | Mortara-Olona Pro Milano | 0-2          | 19 feb.      |
| 4 dic.      | 0-0                    | Abbiategrasso-Vogherese  | 1-3          | 9 apr.       |
| 4 dic.      | _-_                    | Milanino-Pirelli         | 1-4          | 19 feb.      |
| 4 dic.      | Riposa: Off.Meccaniche |                          |              | 19 feb.      |

| Andata (3ª) | Andata (3ª)           | Terza giornata            | Ritorno (10ª) | Ritorno (10ª) |
|             |                       |                           |               |               |
| 11 dic.     | 1-3                   | Pirelli-Mortara           | 2-0           | 26 feb.       |
| 11 dic.     | 4-0?                  | Olona Pro Milano-Milanino | _-_           | 26 feb.       |
| 11 dic.     | 1-0                   | Off.Meccaniche-Vogherese  | 3-2           | 26 feb.       |
| 11 dic.     | Riposa: Abbiategrasso |                           |               | 26 feb.       |

| Andata (4ª) | Andata (4ª)     | Quarta giornata            | Ritorno (11ª) | Ritorno (11ª) |
|             |                 |                            |               |               |
| 18 dic.     | 3-3             | Milanino-Off.Meccaniche    | 2-5           | 5 mar.        |
| 18 dic.     | 1-1             | Vogherese-Olona Pro Milano | 2-3           | 5 mar.        |
| 18 dic.     | 1-1             | Pirelli-Abbiategrasso      | _-_           | 5 mar.        |
| 18 dic.     | Riposa: Mortara |                            |               | 5 mar.        |

| Andata (5ª) | Andata (5ª) | Quinta giornata        | Ritorno (12ª) | Ritorno (12ª) |
|             |             |                        |               |               |
| 1 gen.      | _-_         | Off.Meccaniche-Pirelli | 2-0           | 9 apr.        |
| 1 gen.      | _-_         | Mortara-Abbiategrasso  | 0-2           | 12 mar.       |
| 1 gen.      | _-_         | -                      | _-_           | 12 mar.       |
| 1 gen.      | Riposa:     |                        |               | 12 mar.       |

| Andata (6ª) | Andata (6ª) | Sesta giornata                 | Ritorno (13ª) | Ritorno (13ª) |
|             |             |                                |               |               |
| 8 gen.      | _-_         | Vogherese-Pirelli              | _-_           | 19 mar.       |
| 8 gen.      | _-_         | Off.Meccaniche-Mortara         | 2-0           | 19 mar.       |
| 8 gen.      | _-_         | Olona Pro Milano-Abbiategrasso | _-_           | 19 mar.       |
| 8 gen.      | Riposa:     |                                |               | 19 mar.       |

| Andata (7ª) | Andata (7ª) | Settima giornata                | Ritorno (14ª) | Ritorno (14ª) |
|             |             |                                 |               |               |
| 29 gen.     | _-_         | Abbiategrasso-Milanino          | 5-0           | 26 mar.       |
| 29 gen.     | _-_         | Mortara-Vogherese               | 0-2           | 26 mar.       |
| 29 gen.     | _-_         | Olona Pro Milano-Off.Meccaniche | 0-3           | 26 mar.       |
| 29 gen.     | Riposa:     |                                 |               | 26 mar.       |

### Girone B

#### Squadre partecipanti
| Club                  | Città        | Stadio | Stagione 1920-1921                          |
| --------------------- | ------------ | ------ | ------------------------------------------- |
| Ardita Ausonia F.C.   | Milano (MI)  | -      | 4ª nel girone E della Promozione lombarda   |
| U.S. Codogno          | Codogno (MI) | -      | 4ª nel girone D della Promozione lombarda   |
| Dergano F.C.          | Affori (MI)  | -      |                                             |
| A.S. Fanfulla         | Lodi (MI)    | -      | 2º nel gir.finale della Promozione lombarda |
| Minerva F.C.          | Milano (MI)  | -      |                                             |
| S.G. Pro Lissone      | Lissone (MI) | -      | 3ª nel girone A della Promozione lombarda   |
| G.S. Tintoria Comense | Como (CO)    | -      |                                             |

#### Classifica finale
|  | Pos. | Squadra          | Pt | G  | V  | N | P | GF | GS | DR  |
|  | ---- | ---------------- | -- | -- | -- | - | - | -- | -- | --- |
|  | 1.   | Fanfulla         | 21 | 12 | 10 | 1 | 1 | 30 | 7  | +23 |
|  | 2.   | Minerva          | 21 | 12 | 10 | 1 | 1 | 31 | 11 | +20 |
|  | 3.   | Codogno          | 16 | 12 | 8  | 0 | 4 | 29 | 12 | +17 |
|  | 4.   | Ardita Ausonia   | 10 | 12 |    |   |   |    |    | -   |
|  | 4.   | Tintoria Comense | 10 | 12 |    |   |   |    |    | -   |
|  | 6.   | Pro Lissone      | 6  | 12 |    |   |   |    |    | -   |
|  | 7.   | Dergano          | 0  | 12 |    |   |   |    |    | -   |

Legenda:
      Ammesso alla finale lombarda.
Note:
Due punti a vittoria, uno a pareggio, zero a sconfitta.
Pari merito in caso di pari punti.
Spareggio in caso di pari punti in zona promozione.

#### Spareggio per l'ammissione alle finali
Lo spareggio per il primo posto fu disputato in campo neutro.
|          | Risultato |         | Luogo e data          |  |
| -------- | --------- | ------- | --------------------- |  |
| Fanfulla | 2 - 1     | Minerva | Pavia, 23 aprile 1922 |  |
|          |           |         |                       |  |

#### Calendario
| Andata (1ª) | Andata (1ª)      | Prima giornata               | Ritorno (8ª) | Ritorno (8ª) |
|             |                  |                              |              |              |
| 27 nov.     | 5-0              | Ardita Ausonia-Dergano       | 2-0*         | 5 feb.       |
| 27 nov.     | 0-3              | Minerva-Codogno              | 2-0          | 5 feb.       |
| 27 nov.     | 0-0              | Pro Lissone-Tintoria Comense | 0-2          | 5 feb.       |
| 27 nov.     | Riposa: Fanfulla |                              |              | 5 feb.       |

| Andata (2ª) | Andata (2ª) | Seconda giornata         | Ritorno (9ª) | Ritorno (9ª) |
|             |             |                          |              |              |
| 4 dic.      | 2-0         | Minerva-Pro Lissone      | 2-0          | 19 feb.      |
| 4 dic.      | 3-0         | Fanfulla-Ardita Ausonia  | 2-0          | 19 feb.      |
| 4 dic.      | 2-0         | Codogno-Tintoria Comense | _-_          | 19 feb.      |
| 4 dic.      | Riposa:     |                          |              | 19 feb.      |

| Andata (3ª) | Andata (3ª) | Terza giornata           | Ritorno (10ª) | Ritorno (10ª) |
|             |             |                          |               |               |
| 11 dic.     | 0-3?        | Pro Lissone-Codogno      | 0-6           | 26 feb.       |
| 11 dic.     | 0-2?        | Tintoria Comense-Minerva | _-_           | 26 feb.       |
| 11 dic.     | 0-6         | Dergano-Fanfulla         | 3-5           | 26 feb.       |
| 11 dic.     | Riposa:     |                          |               | 26 feb.       |

| Andata (4ª) | Andata (4ª) | Quarta giornata            | Ritorno (11ª) | Ritorno (11ª) |
|             |             |                            |               |               |
| 18 dic.     | 3-0         | Fanfulla-Tintoria Comense  | _-_           | 5 mar.        |
| 18 dic.     | 3-1         | Minerva-Dergano            | 1-0           | 5 mar.        |
| 18 dic.     | _-_         | Ardita Ausonia-Pro Lissone | _-_           | 5 mar.        |
| 18 dic.     | Riposa:     |                            |               | 5 mar.        |

| Andata (5ª) | Andata (5ª) | Quinta giornata        | Ritorno (12ª) | Ritorno (12ª) |
|             |             |                        |               |               |
| 1 gen.      | 2-2         | Fanfulla-Minerva       | 0-3           | 12 mar.       |
| 1 gen.      | _-_         | Codogno-Ardita Ausonia | 4-1           | 12 mar.       |
| 1 gen.      | _-_         | -                      | _-_           | 12 mar.       |
| 1 gen.      | Riposa:     |                        |               | 12 mar.       |

| Andata (6ª) | Andata (6ª) | Sesta giornata                  | Ritorno (13ª) | Ritorno (13ª) |
|             |             |                                 |               |               |
| 8 gen.      | 3-0         | Fanfulla-Pro Lissone            | 1-0           | 19 mar.       |
| 8 gen.      | 2-3         | Dergano-Codogno                 | _-_           | 19 mar.       |
| 8 gen.      | _-_         | Tintoria Comense-Ardita Ausonia | 0-3           | 19 mar.       |
| 8 gen.      | Riposa:     |                                 |               | 19 mar.       |

| Andata (7ª) | Andata (7ª) | Settima giornata       | Ritorno (14ª) | Ritorno (14ª) |
|             |             |                        |               |               |
| 29 gen.     | 0-2         | Codogno-Fanfulla       | 0-2           | 26 mar.       |
| 29 gen.     | 0-4         | Ardita Ausonia-Minerva | 2-3           | 26 mar.       |
| 29 gen.     | _-_         | -                      | _-_           | 26 mar.       |
| 29 gen.     | Riposa:     |                        |               | 26 mar.       |

Note
- Minerva-Ardita Ausonia 4-0 recuperata il 2 aprile.
- Dergano-Ardita Ausonia 0-2 (forfait) recuperata il 9 aprile (presumibilmente il risultato precedente di 3-0 in favore del Dergano era stato annullato per qualche irregolarità).

### Girone C

#### Squadre partecipanti
| Club             | Città                     | Stadio | Stagione 1920-1921 |
| ---------------- | ------------------------- | ------ | ------------------ |
| A.L.P.E.         | Bergamo (BG)              | -      |                    |
| Canottieri Lecco | Lecco (CO)                | -      |                    |
| S.G. Gallaratese | Gallarate (MI)            | -      |                    |
| G.S. Marelli     | Sesto San Giovanni (MI)   | -      |                    |
| Meda F.C.        | Meda (MI)                 | -      |                    |
| S.C. Savoia      | Lodi (MI)                 | -      |                    |
| Valle Olona F.C. | Prospiano di Marnate (MI) | -      |                    |

#### Classifica finale
|  | Pos. | Squadra          | Pt | G  | V | N | P | GF | GS | DR  |
|  | ---- | ---------------- | -- | -- | - | - | - | -- | -- | --- |
|  | 1.   | Canottieri Lecco | 18 | 12 | 7 | 4 | 1 | 25 | 10 | +15 |
|  | 2.   | Gallaratese      | 15 | 12 | 6 | 3 | 3 | 22 | 17 | +5  |
|  | 3.   | Valle Olona      | 13 | 12 | 5 | 3 | 4 | 20 | 18 | +2  |
|  | 4.   | Meda             | 11 | 12 | 4 | 3 | 5 | 16 | 20 | -4  |
|  | 5.   | Marelli          | 11 | 12 | 3 | 5 | 4 | 11 | 16 | -5  |
|  | 6.   | A.L.P.E.         | 10 | 12 | 3 | 4 | 5 | 11 | 13 | -2  |
|  | 7.   | Savoia           | 6  | 12 | 3 | 0 | 9 | 13 | 24 | -11 |

Legenda:
      Ammesso alla finale lombarda.
Note:
Due punti a vittoria, uno a pareggio, zero a sconfitta.
Pari merito in caso di pari punti.
Spareggio in caso di pari punti in zona promozione.

#### Calendario
| Andata (1ª) | Andata (1ª) | Prima giornata           | Ritorno (8ª) | Ritorno (8ª) |
|             |             |                          |              |              |
| 27 nov.     | 0-1         | Meda-A.L.P.E.            | 1-1          | 5 feb.       |
| 27 nov.     | 1-1         | Marelli-Canottieri Lecco | 0-1          | 5 feb.       |
| 27 nov.     | _-_         | Savoia-Valle Olona       | 0-1          | 5 feb.       |
| 27 nov.     | Riposa:     |                          |              | 5 feb.       |

| Andata (2ª) | Andata (2ª)              | Seconda giornata     | Ritorno (9ª) | Ritorno (9ª) |
|             |                          |                      |              |              |
| 4 dic.      | 3-2                      | Meda-Savoia          | _-_          | 19 feb.      |
| 4 dic.      | 1-1                      | A.L.P.E.-Valle Olona | _-_          | 19 feb.      |
| 4 dic.      | 1-1                      | Marelli-Gallaratese  | 0-4          | 19 feb.      |
| 4 dic.      | Riposa: Canottieri Lecco |                      |              | 19 feb.      |

| Andata (3ª) | Andata (3ª) | Terza giornata               | Ritorno (10ª) | Ritorno (10ª) |
|             |             |                              |               |               |
| 11 dic.     | 2-1         | Savoia-A.L.P.E.              | 0-3           | 26 feb.       |
| 11 dic.     | 3-2         | Valle Olona-Meda             | _-_           | 26 feb.       |
| 11 dic.     | 3-0         | Canottieri Lecco-Gallaratese | 2-2           | 26 feb.       |
| 11 dic.     | Riposa:     |                              |               | 26 feb.       |

| Andata (4ª) | Andata (4ª)      | Quarta giornata         | Ritorno (11ª) | Ritorno (11ª) |
|             |                  |                         |               |               |
| 18 dic.     | _-_              | Marelli-Savoia          | _-_           | 5 mar.        |
| 18 dic.     | _-_              | Gallaratese-Valle Olona | 2-1           | 5 mar.        |
| 18 dic.     | 0-0              | Meda-Canottieri Lecco   | 1-6           | 5 mar.        |
| 18 dic.     | Riposa: A.L.P.E. |                         |               | 5 mar.        |

| Andata (5ª) | Andata (5ª) | Quinta giornata         | Ritorno (12ª) | Ritorno (12ª) |
|             |             |                         |               |               |
| 1 gen.      | 3-0         | Canottieri Lecco-Savoia | 3-2           | 12 mar.       |
| 1 gen.      | _-_         | -                       | _-_           | 12 mar.       |
| 1 gen.      | _-_         | -                       | _-_           | 12 mar.       |
| 1 gen.      | Riposa:     |                         |               | 12 mar.       |

| Andata (6ª) | Andata (6ª) | Sesta giornata            | Ritorno (13ª) | Ritorno (13ª) |
|             |             |                           |               |               |
| 8 gen.      | _-_         | Gallaratese-Savoia        | _-_           | 19 mar.       |
| 8 gen.      | 2-1         | Canottieri Lecco-A.L.P.E. | 0-0           | 19 mar.       |
| 8 gen.      | _-_         | Valle Olona-Marelli       | _-_           | 19 mar.       |
| 8 gen.      | Riposa:     |                           |               | 19 mar.       |

| Andata (7ª) | Andata (7ª) | Settima giornata             | Ritorno (14ª) | Ritorno (14ª) |
|             |             |                              |               |               |
| 29 gen.     | 2-0         | Valle Olona-Canottieri Lecco | 1-4           | 26 mar.       |
| 29 gen.     | _-_         | -                            | _-_           | 26 mar.       |
| 29 gen.     | _-_         | -                            | _-_           | 26 mar.       |
| 29 gen.     | Riposa:     |                              |               | 26 mar.       |

### Girone D

#### Squadre partecipanti
| Club                        | Città                     | Stadio                       | Stagione 1920-1921 |
| --------------------------- | ------------------------- | ---------------------------- | ------------------ |
| U.S. Caratese               | Carate Brianza (MI)       | Campo di Ponte Albiate       |                    |
| Crema F.C.                  | Crema (CR)                | -                            |                    |
| Labor Sportiva Seregno F.C. | Seregno (MI)              | Campo di via Cesare Correnti |                    |
| A.C. Milanese               | Milano (MI)               | -                            |                    |
| Pro Palazzolo               | Palazzolo sull'Oglio (BS) | -                            |                    |
| Pro Victoria F.C.           | Monza (MI)                | Campo di via Luciano Manara  |                    |
| Nazionale Magentina F.C.    | Magenta (MI)              | -                            |                    |

#### Classifica finale
|  | Pos. | Squadra             | Pt | G  | V | N | P | GF | GS | DR |
|  | ---- | ------------------- | -- | -- | - | - | - | -- | -- | -- |
|  | 1.   | Nazionale Magentina | __ | 12 |   |   |   |    |    | +  |
|  | 2.   | Pro Palazzolo       | __ | 12 |   |   |   |    |    | +  |
|  | 3.   | Crema               | __ | 12 |   |   |   |    |    | +  |
|  | 4.   | Caratese            | __ | 12 |   |   |   |    |    | -  |
|  | 5.   | Pro Victoria        | __ | 12 |   |   |   |    |    | -  |
|  | 6.   | Milanese            | __ | 12 |   |   |   |    |    | -  |
|  | 7.   | Labor Seregno       | __ | 12 |   |   |   |    |    | -  |

Legenda:
      Ammesso alla finale lombarda.
Note:
Due punti a vittoria, uno a pareggio, zero a sconfitta.
Pari merito in caso di pari punti.
Spareggio in caso di pari punti in zona promozione.

#### Calendario
| Andata (1ª) | Andata (1ª)      | Prima giornata              | Ritorno (8ª) | Ritorno (8ª) |
|             |                  |                             |              |              |
| 27 nov.     | _-_              | Crema-Pro Victoria          | 4-3          | 5 feb.       |
| 27 nov.     | 2-0              | Pro Palazzolo-Naz.Magentina | 0-1          | 5 feb.       |
| 27 nov.     | 1-6?             | Milanese-Labor Seregno      | _-_          | 5 feb.       |
| 27 nov.     | Riposa: Caratese |                             |              | 5 feb.       |

| Andata (2ª) | Andata (2ª)           | Seconda giornata           | Ritorno (9ª) | Ritorno (9ª) |
|             |                       |                            |              |              |
| 4 dic.      | 3-1                   | Pro Palazzolo-Crema        | 0-6          | 19 feb.      |
| 4 dic.      | 1-3?                  | Milanese-Caratese          | 0-5          | 19 feb.      |
| 4 dic.      | 2-1                   | Naz.Magentina-Pro Victoria | 2-0          | 19 feb.      |
| 4 dic.      | Riposa: Labor Seregno |                            |              | 19 feb.      |

| Andata (3ª) | Andata (3ª)      | Terza giornata             | Ritorno (10ª) | Ritorno (10ª) |
|             |                  |                            |               |               |
| 11 dic.     | 0-3              | Crema-Nazionale Magentina  | 1-3           | 26 feb.       |
| 11 dic.     | 3-2              | Pro Victoria-Pro Palazzolo | 0-0           | 26 feb.       |
| 11 dic.     | 3-0              | Labor Seregno-Caratese     | 1-2           | 26 feb.       |
| 11 dic.     | Riposa: Milanese |                            |               | 26 feb.       |

| Andata (4ª) | Andata (4ª)                 | Quarta giornata             | Ritorno (11ª) | Ritorno (11ª) |
|             |                             |                             |               |               |
| 18 dic.     | 3-2                         | Pro Palazzolo-Labor Seregno | 3-0           | 5 mar.        |
| 18 dic.     | 3-1                         | Caratese-Pro Victoria       | 1-4           | 5 mar.        |
| 18 dic.     | 2-0                         | Crema-Milanese              | -             | 5 mar.        |
| 18 dic.     | Riposa: Nazionale Magentina |                             |               | 5 mar.        |

| Andata (5ª) | Andata (5ª)          | Quinta giornata              | Ritorno (12ª) | Ritorno (12ª) |
|             |                      |                              |               |               |
| 1 gen.      | _-_                  | Labor Seregno-Crema          | 0-2*          | 12 mar.       |
| 1 gen.      | _-_                  | Nazionale Magentina-Milanese | 3-0           | 12 mar.       |
| 1 gen.      | _-_                  | Caratese-Pro Palazzolo       | _-_           | 12 mar.       |
| 1 gen.      | Riposa: Pro Victoria |                              |               | 12 mar.       |

| Andata (6ª) | Andata (6ª)           | Sesta giornata               | Ritorno (13ª) | Ritorno (13ª) |
|             |                       |                              |               |               |
| 8 gen.      | _-_                   | Caratese-Crema               | _-_           | 19 mar.       |
| 8 gen.      | 0-1                   | Labor Seregno-Nazionale Mag. | _-_           | 19 mar.       |
| 8 gen.      | _-_                   | Pro Victoria-Milanese        | _-_           | 19 mar.       |
| 8 gen.      | Riposa: Pro Palazzolo |                              |               | 19 mar.       |

| Andata (7ª) | Andata (7ª)   | Settima giornata             | Ritorno (14ª) | Ritorno (14ª) |
|             |               |                              |               |               |
| 29 gen.     | _-_           | Pro Victoria-Labor Seregno   | 2-0*          | 26 mar.       |
| 29 gen.     | _-_           | Nazionale Magentina-Caratese | 0-2           | 26 mar.       |
| 29 gen.     | _-_           | Milanese-Pro Palazzolo       | 0-2*          | 26 mar.       |
| 29 gen.     | Riposa: Crema |                              |               | 26 mar.       |

### Girone finale

#### Classifica finale
|  | Pos. | Squadra             | Pt | G | V | N | P | GF | GS | DR |
|  | ---- | ------------------- | -- | - | - | - | - | -- | -- | -- |
|  | 1.   | Fanfulla            | 11 | 6 | 5 | 1 | 0 | 12 | 3  | +9 |
|  | 2.   | Officine Meccaniche | 7  | 6 | 3 | 1 | 2 | 8  | 8  | 0  |
|  | 3.   | Nazionale Magentina | 4  | 6 | 2 | 0 | 4 | 5  | 8  | -3 |
|  | 4.   | Canottieri Lecco    | 2  | 6 | 1 | 0 | 5 | 6  | 12 | -6 |

Legenda:
      Ammesso alla nuova Seconda Divisione 1922-1923.
Note:
Due punti a vittoria, uno a pareggio, zero a sconfitta.
Pari merito in caso di pari punti.
Spareggio in caso di pari punti in zona promozione.

### Calendario
- Per visualizzare il calendario delle finali, clicca qui.

| Andata (1ª) | Andata (1ª) | Prima giornata                       | Ritorno (4ª) | Ritorno (4ª) |
|             |             |                                      |              |              |
| 30 apr.     | 2-2         | Officine Mecc.-Fanfulla              | 0-2          | 11 giu.      |
| 30 apr.     | 3-1         | Canottieri Lecco-Nazionale Magentina | 0-2          | 11 giu.      |

| Andata (2ª) | Andata (2ª) | Seconda giornata                | Ritorno (5ª) | Ritorno (5ª) |
|             |             |                                 |              |              |
| 7 mag.      | 1-3         | Canottieri Lecco-Officine Mecc. | 1-2          | 28 mag.      |
| 18 giu.     | 0-2         | Nazionale Magentina-Fanfulla    | 0-2          | 25 giu.      |

| Andata (3ª) | Andata (3ª) | Terza giornata                     | Ritorno (6ª) | Ritorno (6ª) |
|             |             |                                    |              |              |
| 14 mag.     | 1-0         | Fanfulla-Canottieri Lecco          | 3-1          | 4 giu.       |
| 14 mag.     | 0-2         | Officine Mecc.-Nazionale Magentina | 1-0          | 4 giu.       |

## Veneto
Formula
- 13 squadre suddivise in due gironi. Le migliori due ammesse al girone finale.

### Girone A

#### Squadre partecipanti
| Club                     | Città           | Stadio | Stagione 1920-1921 |
| ------------------------ | --------------- | ------ | ------------------ |
| C.S. Coneglianese        | Conegliano (TV) |        |                    |
| U.S. Feltrese            | Feltre (BL)     |        |                    |
| C.S. Lido                | Venezia-Lido    |        |                    |
| A.C. Mestre              | Mestre (VE)     |        |                    |
| U.S. Olimpia             | Treviso         |        |                    |
| Società Veneziana Virtus | Venezia         |        |                    |

#### Classifica finale
|  | Pos. | Squadra          | Pt | G  | V | N | P | GF | GS | DR |
|  | ---- | ---------------- | -- | -- | - | - | - | -- | -- | -- |
|  | ?.   | Veneziana Virtus | ?? | 10 |   |   |   |    |    | +  |
|  | ?.   | Feltrese         | ?? | 10 |   |   |   |    |    | +  |
|  | ?.   | Coneglianese     | ?? | 10 |   |   |   |    |    | +  |
|  | ?.   | Lido             | ?? | 10 |   |   |   |    |    | -  |
|  | ?.   | Mestre           | ?? | 10 |   |   |   |    |    | -  |
|  | ?.   | Olimpia          | ?? | 10 |   |   |   |    |    | -  |

Legenda:
      Ammesso alla finale veneta.
Note:
Due punti a vittoria, uno a pareggio, zero a sconfitta.
Pari merito in caso di pari punti.
Spareggio in caso di pari punti in zona promozione.

### Girone B

#### Squadre partecipanti
| Club                       | Città                    | Stadio | Stagione 1920-1921 |
| -------------------------- | ------------------------ | ------ | ------------------ |
| Antenore                   | Padova                   |        |                    |
| A.C. Audax                 | Padova                   |        |                    |
| C.S. Dolo                  | Dolo (VE)                |        |                    |
| A.C. Carraresi             | Padova                   |        |                    |
| G.S. Giorgione             | Castelfranco Veneto (TV) |        |                    |
| U.S. Studentesca Vicentina | Vicenza                  |        |                    |
| A.C. Thiene                | Thiene (VI)              |        |                    |

#### Classifica finale
|  | Pos. | Squadra     | Pt | G  | V | N | P | GF | GS | DR |
|  | ---- | ----------- | -- | -- | - | - | - | -- | -- | -- |
|  | ?.   | Dolo        | ?? | 12 |   |   |   |    |    | +  |
|  | ?.   | Giorgione   | ?? | 12 |   |   |   |    |    | +  |
|  | ?.   | Antenore    | ?? | 12 |   |   |   |    |    | +  |
|  | ?.   | Audax       | ?? | 12 |   |   |   |    |    | -  |
|  | ?.   | Carraresi   | ?? | 12 |   |   |   |    |    | -  |
|  | ?.   | Studentesca | ?? | 12 |   |   |   |    |    | -  |
|  | ?.   | Thiene      | ?? | 12 |   |   |   |    |    | -  |

Legenda:
      Ammesso alla finale veneta.
Note:
Due punti a vittoria, uno a pareggio, zero a sconfitta.
Pari merito in caso di pari punti.
Spareggio in caso di pari punti in zona promozione.

### Girone finale

#### Classifica finale
|  | Pos. | Squadra          | Pt | G | V | N | P | GF | GS | DR |
|  | ---- | ---------------- | -- | - | - | - | - | -- | -- | -- |
|  | 1.   | Dolo             | 9  | 6 |   |   |   |    |    | +  |
|  | 2.   | Giorgione        | 7  | 6 |   |   |   |    |    | +  |
|  | 3.   | Feltrese         | 5  | 6 |   |   |   |    |    | +  |
|  | 4.   | Veneziana Virtus | 3  | 6 |   |   |   |    |    | -  |

Legenda:
      Ammesso alla nuova Seconda Divisione 1922-1923.
Note:
Due punti a vittoria, uno a pareggio, zero a sconfitta.
Pari merito in caso di pari punti.
Spareggio in caso di pari punti in zona promozione.

## Emilia
Formula
- 13 squadre suddivise su due gironi. Le migliori due ammesse alle finali.

### Girone A

#### Squadre Partecipanti
| Club                   | Città                          | Stadio | Stagione 1920-1921 |
| ---------------------- | ------------------------------ | ------ | ------------------ |
| U.S. Borgo San Donnino | Borgo San Donnino (PR)         | -      | -                  |
| Borgotaro              | Borgo Val di Taro (PR)         | -      | -                  |
| Fortitudo              | Bologna                        | -      | -                  |
| Ostiglia               | Ostiglia (MN)                  | -      | -                  |
| Persiceto F.B.C.       | San Giovanni in Persiceto (BO) | -      | -                  |
| Suzzara                | Suzzara (MN)                   | -      | -                  |
| Vigor                  | Reggio Emilia                  | -      | -                  |

#### Classifica
|  | Pos. | Squadra           | Pt | G  | V  | N | P | GF | GS | DR  |
|  | ---- | ----------------- | -- | -- | -- | - | - | -- | -- | --- |
|  | 1.   | Fortitudo Bologna | 20 | 12 | 10 | 0 | 2 | 37 | 12 | +25 |
|  | 2.   | Ostiglia          | 18 | 12 | 7  | 4 | 1 | 35 | 14 | +21 |
|  | 3.   | Vigor             | 14 | 12 | 6  | 2 | 4 | 15 | 18 | -3  |
|  | 4.   | Persiceto         | 11 | 12 | 5  | 1 | 6 | 17 | 21 | -4  |
|  | 5.   | Suzzara           | 9  | 12 | 4  | 1 | 7 | 14 | 22 | -8  |
|  | 6.   | Borgotaro         | 6  | 12 | 2  | 2 | 8 | 12 | 27 | -15 |
|  | 6.   | Borgo San Donnino | 6  | 12 | 1  | 4 | 7 | 9  | 25 | -16 |

Legenda:
      Ammesso alle finali regionali.
Note:
Due punti a vittoria, uno a pareggio, zero a sconfitta.
Pari merito in caso di pari punti.
Spareggio in caso di pari punti in zona promozione.

#### Tabellone
|                   | BSD  | BGT  | FOR  | OST  | PER  | SUZ  | VIG  |
| ----------------- | ---- | ---- | ---- | ---- | ---- | ---- | ---- |
| Borgo San Donnino | –––– | 1-1  | 1-3  | 0-0  | 1-0  | 0-2  | 1-1  |
| Borgotaro         | 2-1  | –––– | 1-3  | 2-2  | 2-3  | 2-0  | 2-3  |
| Fortitudo         | 6-1  | 2-0  | –––– | 4-1  | 2-0  | 3-1  | 3-0  |
| Ostiglia          | 5-1  | 6-0  | 4-1  | –––– | 2-2  | 6-1  | 3-0  |
| Persiceto         | 2-0  | 2-0  | 0-4  | 2-4  | –––– | 0-3  | 3-0  |
| Suzzara           | 1-1  | 2-0  | 0-4  | 0-1  | 2-3  | –––– | 2-0  |
| Vigor             | 2-1  | 2-0  | 3-2  | 1-1  | 1-0  | 2-0  | –––– |

### Girone B

#### Classifica finale
|  | Pos. | Squadra          | Pt       | G | V | N | P | GF | GS | DR  |
|  | ---- | ---------------- | -------- | - | - | - | - | -- | -- | --- |
|  | 1.   | Forti e Liberi   | 12       | 8 | 6 | 0 | 2 | 17 | 7  | +10 |
|  | 2.   | Faenza           | 11       | 8 | 5 | 1 | 2 | 15 | 8  | +7  |
|  | 3.   | Ravennate        | 8        | 8 | 4 | 0 | 4 | 13 | 15 | -2  |
|  | 4.   | Juventus Bologna | 6        | 8 | 2 | 2 | 4 | 14 | 14 | 0   |
|  | 5.   | Casalecchio      | 3        | 8 | 1 | 1 | 6 | 6  | 21 | -15 |
|  | --   | Masonese         | Ritirata |   |   |   |   |    |    |     |

Legenda:
      Ammesso alle finali regionali.
Note:
Due punti a vittoria, uno a pareggio, zero a sconfitta.
Pari merito in caso di pari punti.
Spareggio in caso di pari punti in zona promozione.

### Girone finale
|  | Pos. | Squadra           | Pt | G | V | N | P | GF | GS | DR |
|  | ---- | ----------------- | -- | - | - | - | - | -- | -- | -- |
|  | 1.   | Ostiglia          | 9  | 6 | ? | ? | ? | ?  | ?  | ?  |
|  | 2.   | Fortitudo Bologna | 6  | 6 | ? | ? | ? | ?  | ?  | ?  |
|  | 3.   | Faenza            | 5  | 6 | ? | ? | ? | ?  | ?  | ?  |
|  | 4.   | Forti e Liberi    | 4  | 6 | ? | ? | ? | ?  | ?  | ?  |

Legenda:
      Campione emiliano di Promozione 1921-1922.
Note:
Due punti a vittoria, uno a pareggio, zero a sconfitta.
Pari merito in caso di pari punti.
Spareggio in caso di pari punti in zona promozione.

## Toscana
Formula:
- 12 società suddivise in tre gironi da quattro: le migliori due di ogni girone si qualificano al girone finale.

### Girone C
|  | Pos. | Squadra                | Pt | G | V | N | P | GF | GS | DR  |
|  | ---- | ---------------------- | -- | - | - | - | - | -- | -- | --- |
|  | 1.   | Robur                  | 10 | 6 | 5 | 0 | 1 | 18 | 4  | +14 |
|  | 2.   | Pro Italia Montecatini | 8  | 6 | 4 | 0 | 2 | 16 | 4  | +12 |
|  | 3.   | Signa                  | 6  | 6 | 3 | 0 | 3 | 9  | 9  | 0   |
|  | 4.   | Itala Firenze          | 0  | 6 | 0 | 0 | 6 | 1  | 27 | -26 |

Legenda:
      Ammesso alle finali regionali.
Note:
Due punti a vittoria, uno a pareggio, zero a sconfitta.
Pari merito in caso di pari punti.
Spareggio in caso di pari punti in zona promozione.

### Calendario
| Andata (1ª) | Andata (1ª) | Prima giornata | Ritorno (4ª) | Ritorno (4ª) |
|             |             |                |              |              |
| 8 gen.      | 6-0         | Robur-Itala    | 4-0          | 29 gen.      |
| 8 gen.      | -           | -              | -            | 29 gen.      |

| Andata (2ª) | Andata (2ª) | Seconda giornata | Ritorno (5ª) | Ritorno (5ª) |
|             |             |                  |              |              |
| 19 feb.     | 3-4         | Signa-Robur      | 0-2          | 5 feb.       |
| 15 gen.     | -           | -                | -            | 5 feb.       |

| \| Andata (3ª) \| Andata (3ª) \| Terza giornata \| Ritorno (6ª) \| Ritorno (6ª) \| \| \| \| \| \| \| \| 22 gen. \| 2-1 \| Pro Italia-Robur \| 0-1 \| 26 feb. \| \| 22 gen. \| 1-3 \| Itala-Signa \| - \| 26 feb. \| |             |                  |              |              |
| Andata (3ª) | Andata (3ª) | Terza giornata   | Ritorno (6ª) | Ritorno (6ª) |
| |             |                  |              |              |
| 22 gen. | 2-1         | Pro Italia-Robur | 0-1          | 26 feb.      |
| 22 gen. | 1-3         | Itala-Signa      | -            | 26 feb.      |

### Girone finale
|  | Pos. | Squadra        | Pt | G  | V | N | P  | GF | GS | DR  |
|  | ---- | -------------- | -- | -- | - | - | -- | -- | -- | --- |
|  | 1.   | Robur          | 17 | 10 | 7 | 3 | 0  | 22 | 3  | +19 |
|  | 2.   | Juventus Massa | 12 | 10 | 5 | 3 | 2  | 14 | 2  | +12 |
|  | 3.   | Orbetello      | 10 | 10 | 4 | 2 | 4  | 9  | 11 | -2  |
|  | 3.   | Gerbi Pisa     | 10 | 10 | 3 | 4 | 3  | 7  | 8  | -1  |
|  | 3.   | Grosseto       | 10 | 10 | 3 | 4 | 3  | 8  | 16 | -8  |
|  | 6.   | Signa          | 0  | 10 | 0 | 0 | 10 | 0  | 20 | -20 |

Legenda:
      Successivamente ammesso in Seconda Divisione 1922-1923.
Note:
Due punti a vittoria, uno a pareggio, zero a sconfitta.
Pari merito in caso di pari punti.
Spareggio in caso di pari punti in zona promozione.

#### Risultati

##### Calendario
| Andata (1ª) | Andata (1ª) | Prima giornata | Ritorno (6ª) | Ritorno (6ª) |
|             |             |                |              |              |
| 12 mar.     | 1-0         | Robur-Juventus | 0-0          | 23 apr.      |
| 12 mar.     | -           | -              | -            | 23 apr.      |
| 12 mar.     | -           | -              | -            | 23 apr.      |

| Andata (2ª) | Andata (2ª) | Seconda giornata | Ritorno (7ª) | Ritorno (7ª) |
|             |             |                  |              |              |
| 19 mar.     | 1-1         | Grosseto-Robur   | 1-8          | 30 apr.      |
| 19 mar.     | -           | Gerbi-Orbetello  | 0-0          | 30 apr.      |
| 19 mar.     | -           | -                | -            | 30 apr.      |

| Andata (3ª) | Andata (3ª) | Terza giornata | Ritorno (8ª) | Ritorno (8ª) |
|             |             |                |              |              |
| 26 mar.     | 0-2         | Signa-Robur    | 0-2          | 7 mag.       |
| 26 mar.     | -           | -              | -            | 7 mag.       |
| 26 mar.     | -           | -              | -            | 7 mag.       |

| Andata (4ª) | Andata (4ª) | Quarta giornata   | Ritorno (9ª) | Ritorno (9ª) |
|             |             |                   |              |              |
| 2 apr.      | 0-0         | Orbetello-Robur   | 1-4          | 14 mag.      |
| 2 apr.      | -           | Grosseto-Juventus | 0-4          | 14 mag.      |
| 2 apr.      | -           | -                 | -            | 14 mag.      |

| \| Andata (5ª) \| Andata (5ª) \| Quinta giornata \| Ritorno (10ª) \| Ritorno (10ª) \| \| \| \| \| \| \| \| \| \| 9 apr. \| 1-2 \| Gerbi-Robur \| 0-2 \| 21 mag. \| \| \| 9 apr. \| 0-1 \| Juventus-Orbetello \| - \| 21 mag. \| \| \| 9 apr. \| - \| - \| - \| 21 mag. \| \| |             |                    |               |               |  |
| Andata (5ª) | Andata (5ª) | Quinta giornata    | Ritorno (10ª) | Ritorno (10ª) |  |
| |             |                    |               |               |  |
| 9 apr. | 1-2         | Gerbi-Robur        | 0-2           | 21 mag.       |  |
| 9 apr. | 0-1         | Juventus-Orbetello | -             | 21 mag.       |  |
| 9 apr. | -           | -                  | -             | 21 mag.       |  |

## La riunificazione della Federazione
Ci si rese subito conto che la situazione era insostenibile, e più di tutti se ne accorsero i dirigenti della C.C.I. che, avendo a dicembre terminato il girone di andata, presero atto che le squadre F.I.G.C. erano ancora impegnate nel primo turno delle eliminatorie regionali.
A cercare di riappacificare gli animi ci pensò il direttore della Gazzetta dello Sport Emilio Colombo il quale, il 7 dicembre 1921 presso la villa di Enrico Olivetti, convocò i delegati di entrambe le federazioni a Brusnengo dove il presidente della F.I.G.C., l'avvocato Luigi Bozino, propose al presidente confederale avvocato Giovanni Lombardi di ridurre le squadre partecipanti al successivo campionato di Prima Divisione a 50 squadre.
In questa sede si tenne conto anche delle squadre di Promozione aggiungendo al lotto delle squadre ammesse alla Seconda Divisione ben 13 squadre sebbene il progetto di ammissione non fu regolamentato dai delegati.
Le squadre liguri e piemontesi, riunitesi a Milano per ascoltare la relazione della propria commissione, nell'approvare l'opera dei propri commissari chiesero un ulteriore taglio delle squadre per arrivare almeno alle 32-36 unità chiedendo un ulteriore incontro con i delegati F.I.G.C.

Riunitesi pochi giorni dopo a Modena, le squadre confederali respinsero il patto di Brusnengo con 54 no contro 25 sì e 4 astenuti mettendo in crisi la presidenza che fu affidata al vecchio Edoardo Pasteur.

Le Federate, per contro, riunitesi a Novi Ligure, si ritennero soddisfatte di quanto deciso a Brusnengo e si riunirono in assemblea il 19 febbraio per la definitiva ratifica, approvando il patto a pieni voti.
A questo punto la nuova presidenza CCI inviò la triade Pasteur-Nizza-Albertini il primo di aprile per riprendere le trattative con la FIGC. Sedici giorni dopo le due parti nominarono due Commissioni Paritetiche (tre componenti più tre consulenti tecnici) con ampia facoltà di nominare una persona super partes che potesse portare a termine un arbitrato.
Quale arbitro fu nominato Emilio Colombo il quale addivenì ad un compromesso che in seguito prese il suo nome. Le società di entrambe le federazioni, attraverso un referendum, approvarono il compromesso con 246 voti favorevoli e 18 contrari. La ratifica del patto di riconciliazione fu celebrata con la nomina della Commissione Tecnica che avrebbe dovuto formare la squadra Nazionale per il prossimo incontro ufficiale con il Belgio.
Il 26 giugno si arrivò alla pace vera e propria nel corso di un convegno in cui fu nominata la commissione che avrebbe stilato l'elenco delle aspiranti alla nuova Prima Divisione stabilendo le squadre ammesse di diritto e quelle che il posto nella massima serie se lo sarebbero contese sul campo in una serie di spareggi. In questa occasione la F.I.G.C. accettò la nuova struttura federale proposta dalla C.C.I. che prevedeva un Consiglio e relativa Presidenza più le due Leghe Nord e Sud aventi a loro volta un Consiglio e una Presidenza. Le due parti sottoscrissero la seconda delle soluzioni prospettate dall'arbitrato, ovvero 3 gironi di 12 squadre di cui 13 federali e 23 confederali per la sola Italia settentrionale più le 8 semifinaliste del vecchio Centro-Sud.

### Giornali
- La Gazzetta dello Sport, stagione 1921-1922, giornale microfilmato e conservato dalle Biblioteche:
  - Biblioteca Nazionale Braidense di Milano (sezione staccata microfilm);
  - Biblioteca Comunale "Sormani" di Milano;
  - Biblioteca Nazionale Centrale di Firenze;
  - Biblioteca Civica Berio di Genova.
- Il paese sportivo, di Torino (edito dal 1919 al 1929), consultabile presso:
  - Biblioteca Nazionale Centrale di Firenze Archiviato il 4 marzo 2016 in Internet Archive..
- Gazzetta di Venezia, stagione 1921-1922 dal sito della Biblioteca nazionale centrale di Roma.

### Libri
- Carlo Fontanelli e Massimo Montanari, Unione Sportiva Ravenna - Una storia, mille protagonisti, Empoli (FI), Mariposa, 1995,  p. 40.
- Fabrizio Melegari (a cura di), Almanacco illustrato del calcio - La storia 1898-2004, Modena, Panini, 2004.